# Стрітівська вища педагогічна школа кобзарського мистецтва
Стрітівська вища педагогічна школа кобзарного мистецтва — вищий навчальний заклад I рівня акредитації у с. Стрітівка (Кагарлицький район). Заснована 1989 року. Ініціаторами заснування школи були заслужений артист України Василь Литвин, письменники Борис Олійник і Олесь Бердник.

## Відомості
Мета школи — відродження кобзарської традиції. Школа готує співаків-бандуристів, майстрів кобзарського мистецтва та викладачів музики.
Підготовка здійснюється за спеціальністю:
- «Учитель музики та кобзарського мистецтва, музичний керівник»
- На навчання приймаються юнаки на базі 9 або 11 класів.
- Форма навчання: денна.

Викладацький колектив школи складають провідні фахівці з гри на бандурі, вокалу, диригування, основ практичного кобзарства, акторської майстерності, ораторського мистецтва з ВНЗ Києва.
Директор школи — Колосовська Світлана Григорівна, серед викладачів — Володимир Кушпет, Мирослав Цуприк, Максим Воловоденко. Крім мистецтва співу, акторської майстерності, гри на кобзі, бандурі та стросвітській бандурі у школі навчаються гри на лірі та сопілці.
Унікальною особливістю школи є те, що в ній навчаються переважно хлопці, як це було в українській традиції гри на кобзі та бандурі. Більшість вихованців школи є солістами у провідних мистецьких колективах Києва.
- Директор: Колосовська Світлана Григорівна
- Заступник директора: Мартинюк Олена Іванівна
- Адреса: 09212, Київська область, Кагарлицький район, с. Стрітівка, вул. Шевченка, 24

Серед відомих викладачів:
- Байко Ніна Яківна, лауреатка Шевченківської премії 1976 року.
- Маркіян Свято — співак-баритон, лауреат ммистецьких премій, викладач вокалу.
- Шпилясті кобзарі — український музичний гурт, заснований восени 2010 року, до складу якого входять шість бандуристів, випускників Стрітівської школи кобзарського мистецтва.

## Закриття школи у 2018 році
У липні 2018 року ЗМІ поширили інформацію про закриття школи. Педагогічно-учнівський колектив збирається опротестовувати це рішення державних органів., Причиною закриття є недобір учнів — заяви на вступ подали лише 2 учня.
Відомі музиканти-бандуристи України закликали широку громадськість здійснити усі можливі заходи задля продовження діяльності унікального (єдиного у світі) музичного навчального закладу.

#### Позиція Міністерства Культури України
16 липня 2018 року Міністерство культури України висловило свою офіційну позицію щодо підтримки подальшого функціонування цього унікального мистецько-навчального закладу.